# Riccardo Bellei
Riccardo Bellei (Roma, 2 giugno 1953 – Modena, 16 aprile 2017) è stato un cantautore e conduttore radiofonico italiano.

## Biografia
Visse a Roma fino al completamento della scuola dell'obbligo. In seguito si stabilì con la famiglia a Modena, dove frequentò il Liceo Classico L.A. Muratori, prima di iscriversi alla facoltà di economia e commercio. Tra la fine degli anni sessanta e l'inizio dei settanta cominciò a scrivere le prime canzoni e a esibirsi dal vivo.
Nel 1975 fondò con Vasco Rossi a Zocca (MO) "Punto Radio", una delle prime radio libere d'Italia. Punto Radio viene citata da Pupi Avati nel suo film Gli amici del bar Margherita.
Intorno al progetto gravitavano altri personaggi che avrebbero scritto pagine importanti della musica d'autore italiana, come Gaetano Curreri e Massimo Riva, con cui Bellei strinse saldi rapporti di amicizia e di collaborazione musicale. In particolare, l'amicizia con Vasco era destinata a restare salda e sfociò in una collaborazione diretta all'album di esordio del rocker di Zocca ...Ma cosa vuoi che sia una canzone... (1978), nel quale Bellei canta come seconda voce. In quegli anni si moltiplicarono i concerti e le apparizioni sul palco anche al fianco di Pierangelo Bertoli e Antonello Venditti che il 6 maggio 2008, dopo averne scritto la prefazione,  ha presentato, insieme a Leo Turrini, il libro dedicato a Riccardo Bellei “Radio Bellei”.
Terminata l'esperienza di Punto Radio, proseguì parallelamente alla sua attività di cantautore la sua carriera di intrattenitore radiofonico nei network modenesi di Modena Radio City e Teleradiocittà (TRC). Dopo una fase di distacco dalla musica, trovò il suo nuovo inizio nel giornalismo e per circa dieci anni, tra la metà degli anni 80 e la metà dei 90, lavorò come reporter sportivo e giornalista di costume per numerose testate locali e nazionali.
Alla metà degli anni 90, ritornò alla musica riprendendo il vecchio repertorio e realizzando una serie di nuovi brani, che ricominciò a proporre dal vivo. Nel 1996 fu prodotto il video del brano "Non è una canzone", registrato con la collaborazione di Antonello Venditti, che fu presentato a livello nazionale dallo stesso Bellei in una puntata di Tappeto volante di Luciano Rispoli, nel 1997, su TMC e consultabile su YouTube.
È morto nell'aprile 2017 a 64 anni per una malattia.